# Kościół Nawiedzenia Najświętszej Maryi Panny w Dobrodzieniu
Kościół Nawiedzenia Najświętszej Maryi Panny – rzymskokatolicki kościół parafialny położony przy ul. ks. Jana Gładysza 22 w Dobrodzieniu. Kościół należy do parafii Nawiedzenia Najświętszej Maryi Panny w Dobrodzieniu w dekanacie Dobrodzień diecezji opolskiej.

## Historia kościoła
Kościół został zbudowany w latach 1847–1851 w stylu neoromańskim jako świątynia ewangelicka dla miejscowej wspólnoty protestanckiej. Inicjatorem budowy był ówczesny pastor ewangelicki ksiądz Karol Ludwik Appenroth z Grodźca. Kościół służył ewangelikom do końca II wojny światowej. W 1945 roku kościół został przejęty przez katolików. Pierwszym duchownym został ks. kanonik Kazimierz Sowiński, natomiast świątyni nadano tytuł Nawiedzenia NMP. Konsekracja miała miejsce w grudniu 1948 roku, a dokonał jej ówczesny administrator apostolski w Opolu, a późniejszy arcybiskup metropolii i kardynał wrocławski ks. infułat Bolesław Kominek. W latach 1977–1990 zmieniono wygląd ołtarza głównego, wymieniono okna na metalowe, wybudowano salki katechetyczne, zmieniono otoczenie prezbiterium, a w okresie od 1990 do 1998 roku został wyremontowany dach kościoła. Organy wybudowali Otto Müller z Wrocławia i Schultze z Opola w 1851. Prospekt jednosekyjny, neoklasycystyczny. 